# SEAT 127
El SEAT 127 es un automóvil de turismo producido por SEAT bajo licencia de la casa matriz Fiat entre los años 1972 y 1982.

## Historia
El SEAT 127 inicia su andadura comercial en el mes de abril del año 1972, aunque la presentación oficial se hizo en la isla de Lanzarote en abril de 1971, a la vez que se presentaba en el Salón del Automóvil de Barcelona. Se trataba de un automóvil de gama media-baja que nació con la idea de sustituir al veterano SEAT 850, aunque a la larga también se convirtió en el sustituto del SEAT 600, debido al incremento que experimentó el poder adquisitivo de la población.
Con sus 3,59 metros, era un coche de amplio habitáculo con un aprovechamiento récord del espacio (80% de superficie habitable), y que posteriores rivales de otras marcas intentarían más tarde igualar. Hacía gala de unas mesuradas dimensiones que lo convertían en un vehículo manejable en ciudad y cómodo en carretera.
El SEAT 127 fue fabricado hasta el año 1982 (en el que sería sustituido por el SEAT 127 Fura), fue el primer modelo fabricado bajo licencia Fiat por SEAT en incorporar la tracción delantera ideada por el diseñador Dante Giacosa, disposición mecánica que Fiat inauguró comercialmente con su Autobianchi Primula de 1964.
Su carrocería, salida del lápiz de Pio Manzu (Manzoni), estilista de la casa matriz Fiat, tenía un cierto aire de coupé deportivo. En la versión inicial de dos puertas, una tapa de maletero clásica situada bajo la luna trasera daba acceso a su amplio portaequipajes (365 dm³). También es destacable el capó envolvente sobre las dos aletas, su línea lateral ascendente hacia la zaga, la ausencia de algún tipo de marco en los faros, que emergen directamente de la chapa pintada en la carrocería, o los esbeltos parachoques cromados desprovistos de ninguna clase de protección o adorno.
Entre las distintas carrocerías de 2, 3, 4 y 5 puertas que fueron apareciendo a lo largo del tiempo, no hubo, prácticamente, elementos estéticos que las diferenciaran. Tanto es así que las versiones de 2 y 3 puertas tan solo se distinguían por la luna trasera, fija en el 2 puertas, cuyo acceso al maletero era a través de una convencional tapa abisagrada bajo dicha luna, mientras que en el de 3 puertas éste se mejoraba al incorporar un portón articulado en el techo, además de contar con un asiento trasero abatible, viendo así ampliada de manera notable su capacidad de transporte. Como se concibió en una época de escasez de suministro de petróleo se hizo teniéndolo muy en cuenta. Su equilibrada mecánica, similar a la del Autobianchi A112 de 1969, que a su vez adaptaba el motor del Fiat 850 Sport Coupé a la posición transversal delantera, le otorgaba unas prestaciones de primera línea, dignas de coches de superior cilindrada, a la vez que unos reducidísimos consumos en cualquier tipo de circunstancias.

## Primera serie (1972-1977)

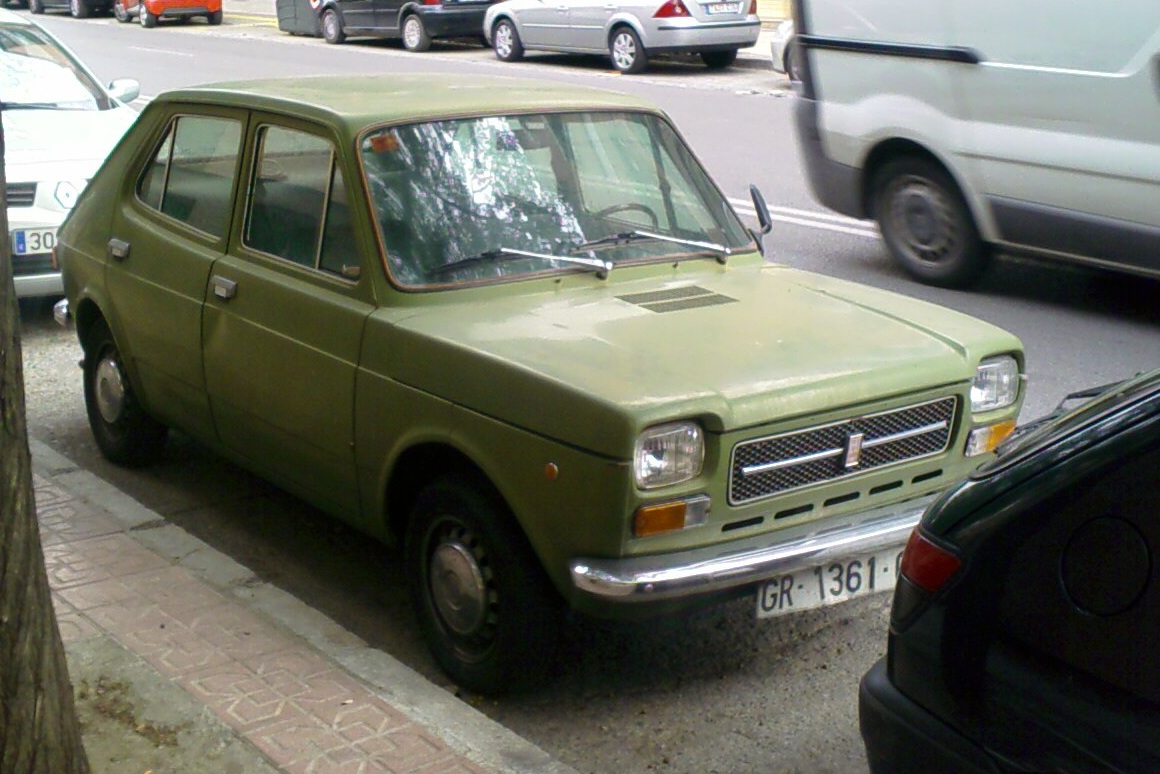
SEAT 127 serie 1, versión elementos de montaje extra con carrocería de cuatro puertas.

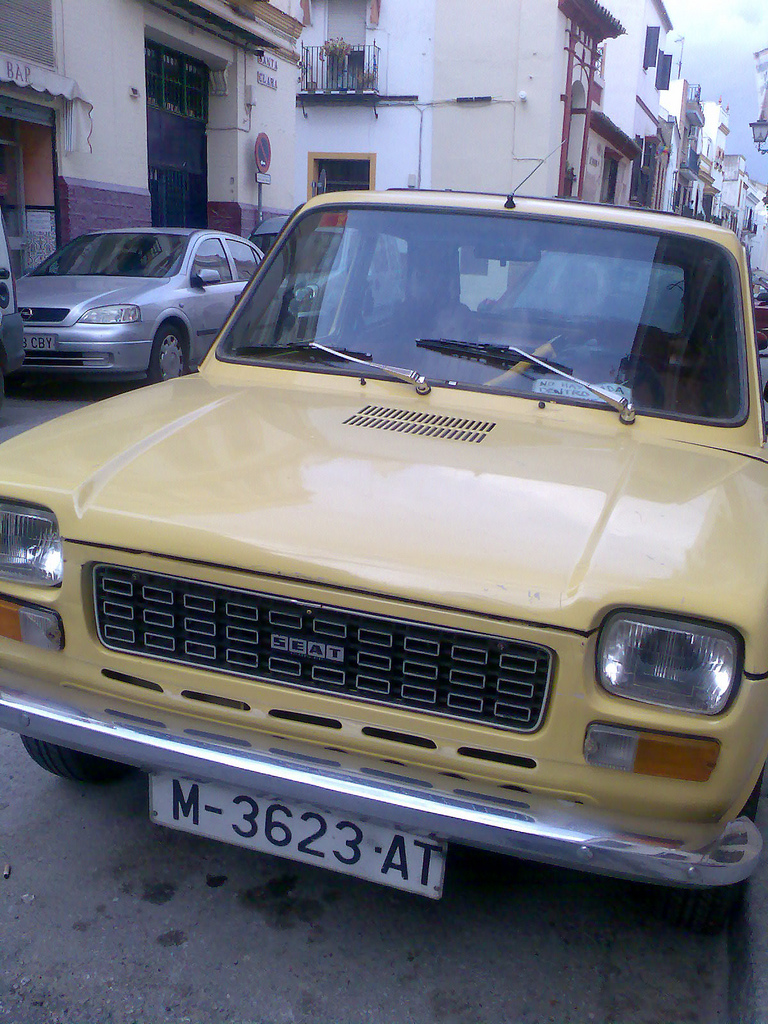
SEAT 127 serie 1, con la nueva calandra de (1975) especifica para el acabado LS.

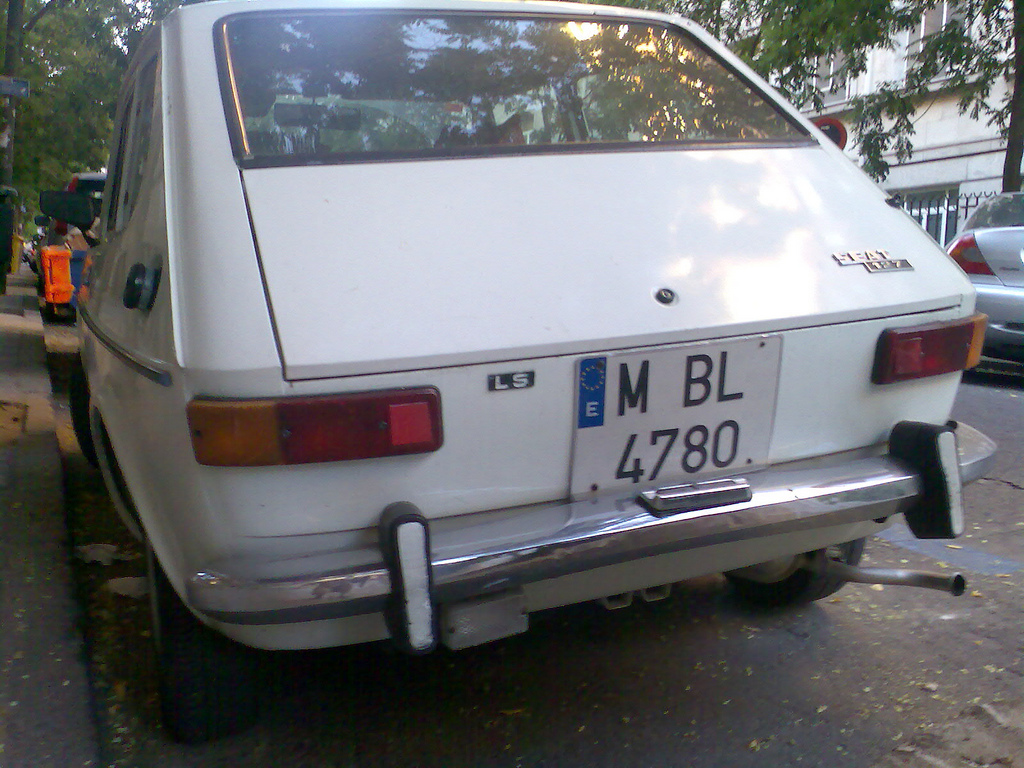
SEAT 127 serie 1 (vista posterior).

La producción del SEAT 127 se inició en 1972 con un único modelo que contaba al principio con la carrocería de "dos puertas", pero al cabo de un año se añadió a la gama una nueva variante de "tres puertas". Adoptaba un amplio portón posterior con mayor superficie acristalada, y unos asientos abatibles que aumentaban de forma sustancial el espacio destinado a la carga. También contaba con unos nuevos reposabrazos para las plazas traseras, integrados en los mismos laterales de la carrocería. 
En 1974, SEAT desarrolló la variante de "cuatro puertas", además de una variante "comercial" bajo la carrocería del tres puertas con los cristales laterales traseros tapados. A la misma vez, se introduce una nueva línea de colores para toda la gama, y alguna variación de tipo menor, como bolsas portaobjetos rígidas en la tapicería de las puertas delanteras, de la "versión elementos de montaje extra", agarrador y embellecedores en las bisagras del portón negros en vez de cromados en las carrocerías de tres puertas, espejo retrovisor exterior de nuevo diseño y anodizado en gris en vez de cromado, etc. La variante de cuatro puertas fue fabricada en exclusiva en la factoría de la zona franca de Barcelona para toda Europa, completando esta nueva variante todas las carrocerías del modelo bajo marca SEAT en esta primera serie. Se exportaron, siempre bajo la marca Fiat, miles de unidades a diversos países Europeos, especialmente a Italia, donde obtuvo una gran aceptación.
Dentro de esta primera serie hubo dos versiones. La primera, de 1972 a 1975, se caracterizaba por la calandra delantera tipo "nido de abeja" con el logotipo de SEAT rectangular en rojo, con los intermitentes delanteros blancos y los laterales planos de tipo "botón". La segunda versión fue a partir de 1975 hasta el final de la producción en 1977 de la primera serie. Los cambios estéticos que recibió para tener el modelo actualizado fueron la incorporación del color amarillo auto en los indicadores de dirección frontales y otros intermitentes laterales con nuevo diseño, más sobresalientes, en las aletas delanteras, además de la introducción del acabado LS que contaba con una calandra diferente que integraba nuevo logotipo de SEAT en color plata.

### Motorización
Mantenía la mecánica original de 903 centímetros cúbicos y 47 CV (DIN) a 6200 r. p. m. del Fiat 127 Special italiano del cual derivaba.

### Acabados y Equipamiento
La primera serie del SEAT 127 en un principio contaba con un acabado denominado básico unos años después llegaría un segundo acabado denominado LS.
- Básico : Inicialmente en un principio era acabado único, pero posteriormente se ofreció como opcional un conjunto de extras que incluían luneta trasera térmica, alternador, asientos más dimensionados con tapicería mixta en tejido y materia plástico, cinturones de seguridad, antirrobo "Clausor" y espejo retrovisor exterior. En 1973, dentro de este acabado se comercializó una variante denominada "elementos de montaje extra", que incorporaba, además de la luneta térmica y el alternador, lunas coloreadas, asientos reclinables y con mayor superficie tapizada en tela, alfombras flocadas, reposabrazos de nuevo diseño, bolsas portadocumentos en los paneles de las puertas delanteros, cristales laterales posteriores practicables "a compás", y junquillos cromados en los marcos del parabrisas, de la luna trasera, vierteaguas, y parrilla delantera a los laterales del logo.

- LS : Apareció en diciembre de 1975 y pasó a ser el acabado alto de gama. Introducía distintas modificaciones de detalle, nuevo volante, salpicadero y parrilla. En las carrocerías con portón posterior aparecía una bandeja cubriendo el maletero (que en las versiones anteriores siempre quedó a la vista de los amigos de lo ajeno) y, en las carrocerías que no disponían de dicho portón, aumentaba sus dimensiones la luna trasera, llegando a enrasar con la parte superior de la tapa del maletero. También introducía, entre otras modificaciones más o menos de detalle, unas nuevas molduras protectoras en los laterales a la altura de la cintura. Las manetas de las puertas, el tapón del depósito de la gasolina y la base de los pilotos (tanto delanteros como traseros) pasaban a ser íntegramente cromados. También contaba con unos nuevos parasoles orientables lateralmente y espejo retrovisor. Con respecto al 127 básico se siguió produciendo sin ningún tipo de modificaciones salvo en las carrocerías sin portón trasero, la nueva luna posterior de mayor superficie y la nueva gama de colores, que compartió íntegramente (tonos metalizados incluidos) con el LS.

En septiembre de 1976 se introducen ligeras modificaciones en las dos variantes (básica y LS). Los clásicos tapacubos de rueda cromados dan paso a unos embellecedores pintados en color negro sujetados por los mismos cuatro tornillos que las llantas y dejando estos a la vista. Además, en el modelo LS se adoptan los parachoques de sección ancha y con banda de caucho en todo su perímetro provenientes del 127 Special italiano. Al mismo tiempo, la luz de retroceso pasa a estar situada en el centro y recibe un nuevo anagrama trasero específico para esta variante. Como es habitual en la marca, estos cambios coinciden con la introducción de una nueva gama de colores.

## Segunda serie (1977-1982)

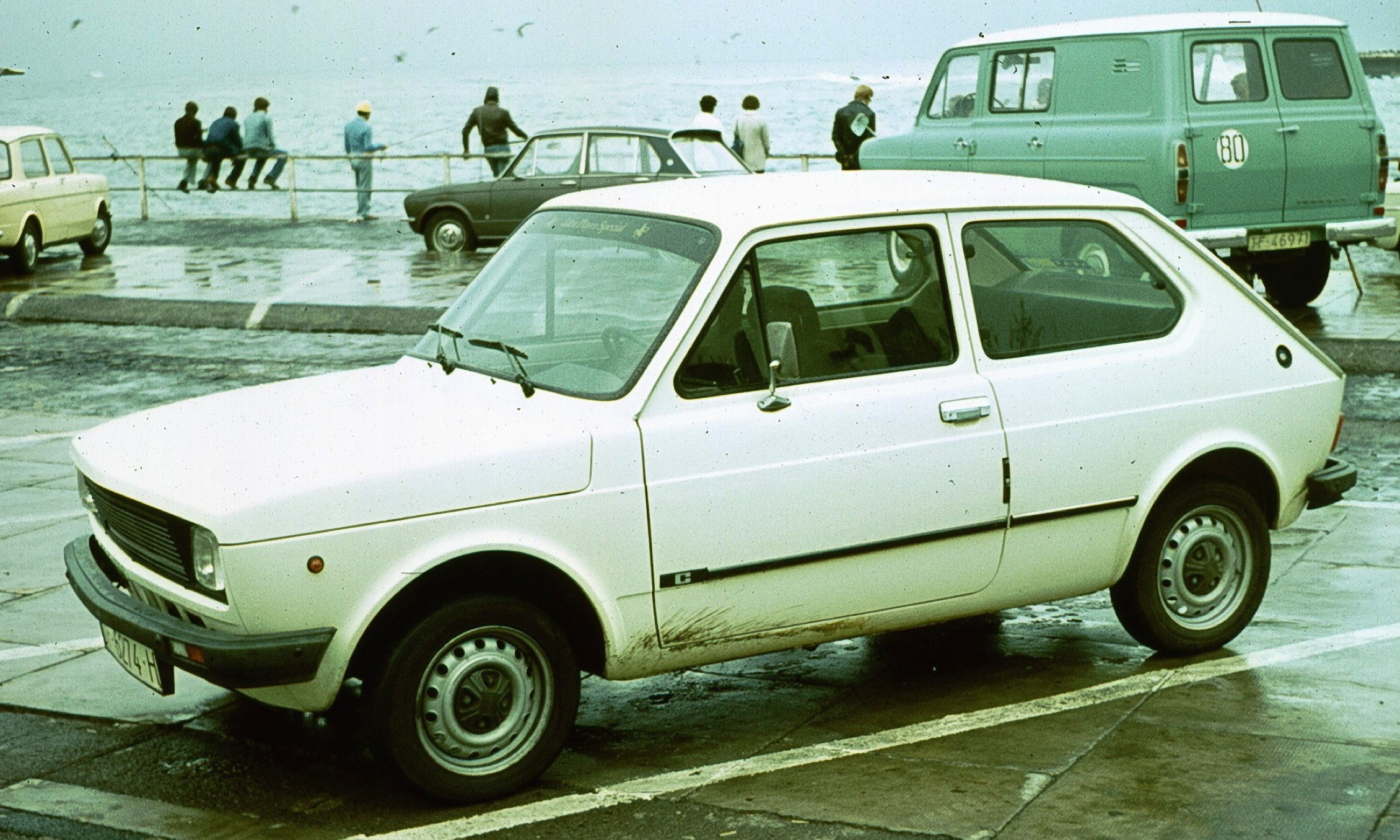
SEAT 127 C 2 p (Gama`77).

La segunda serie apareció en 1977 y destacaba por su nueva imagen con los nuevos parachoques, en material plástico en las versiones superiores (a partir del C), y metálicos con las punteras de PVC en la versión básica o L. Los faros seguían siendo los mismos, pero iban montados en posición más baja, mientras que los grupos ópticos posteriores se sobredimensionaban, incorporando la luz de marcha atrás en las variantes más elaboradas. Las lunas laterales traseras aumentaron de superficie para mejorar un poco la visibilidad trasera. Una de las novedades que trajo esta segunda serie fue la implantación de una nueva variante de cinco puertas, con la que la gama de variantes se ampliaría a cuatro versiones y cinco si contamos la variante comercial.
Desde el punto de vista práctico, destacaba la menor altura de la tapa o portón del maletero según los casos. No solo resultaba más cómodo tener que levantar menos los bultos para depositarlos en el interior, sino que, además la boca de carga tenía una dimensión vertical más generosa que la anterior. El interior era mucho más confortable, a pesar de que se empezaran a utilizar los plásticos de forma masiva. El salpicadero tenía una buena distribución en todos sus aspectos: en el cuadro de instrumentos, los nuevos mandos con las manetas en colores azul para las luces, verde para los intermitentes y amarillo para los limpia parabrisas dándole un toque más modernista, al igual que la buena situación del cenicero y del encendedor (encendedor solo en los CL), la radio y el altavoz para la misma. Los asientos, ligeramente envolventes, ofrecían un apoyo aceptable, y el diseño del respaldo era cómodo. Las versiones C y CL incorporaban reposacabezas. Un buen detalle respecto a la primera versión era que la palanca para liberar el pestillo de fijación y poder abatir el asiento para acceder a las plazas posteriores ya no estaba en la armadura inferior, junto al carril, sino a la mitad del lateral del respaldo.

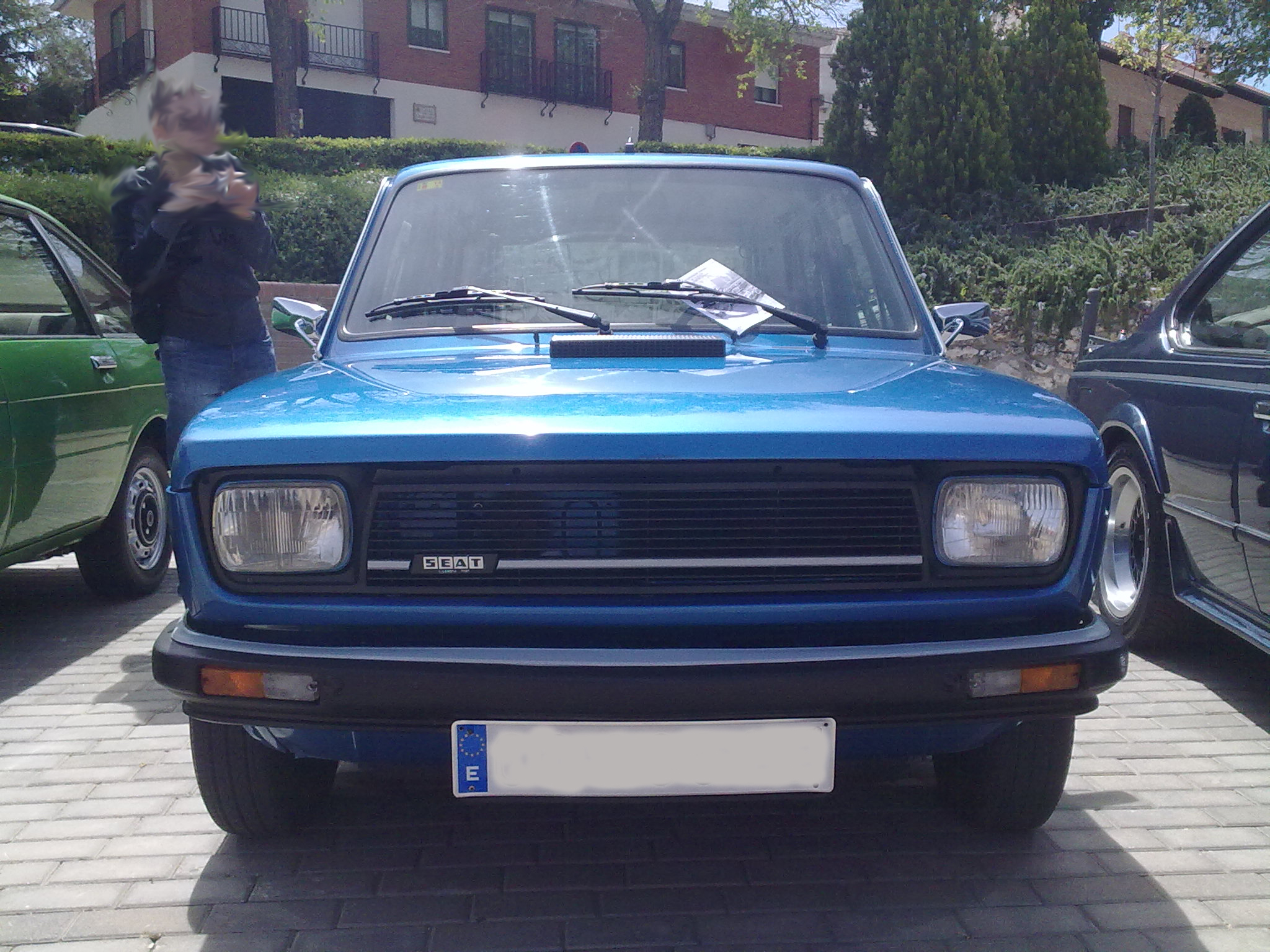
SEAT 127 serie 2 (vista frontal).

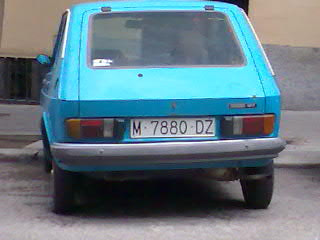
SEAT 127 Serie 2 (vista trasera).

Los cinturones de seguridad ahora llevaban en su anclaje inferior una placa oscilante para quitarlos de en medio cuando no se utilizaban, evitando así que se engancharan en los pies de los pasajeros al entrar o salir, aunque el muelle de recuperación quizás era demasiado débil. El nuevo modelo incorporaba un embrague más dimensionado, y los acabados C y CL ofrecían alternador y luneta térmica. Sin embargo, tan solo el modelo CL disponía de intermitentes simultáneos de emergencia. 

### Motorizaciones
En principio, las opciones mecánicas se limitaban a una única versión del veterano motor de 903 cc de alta compresión, posteriormente a éste se unió una mecánica más potente, el motor de 1010 cc.
- El motor de 903 cc: Inicialmente en su versión de alta compresión y 45 CV (DIN), al tranquilo régimen de 5600 r. p. m. en pro de una mayor elasticidad de marcha; sin embargo, esta pronto se vio desplazada por la nueva variante de baja compresión de dicho motor, con 43 CV (DIN), apta para el consumo de gasolina "normal", y que representaba más bien un reclamo comercial que un ahorro real.
- El motor de 1010 cc: contaba con 52 CV (DIN), desarrollado íntegramente por el Centro Técnico de la marca en Martorell. Las variantes equipadas con esta última mecánica, independientemente de su grado de equipamiento, eran denominadas 127 "Especial", únicamente disponible con los acabados más completos C y CL, las series limitadas CLX de 1978 y 127-52, y nunca fue compatible con el equipamiento básico L.

### Acabado y Equipamiento

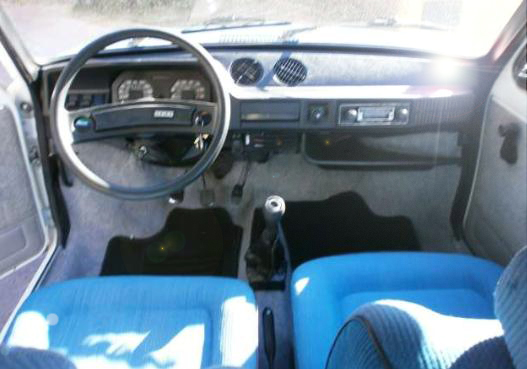
SEAT 127 segunda serie (interior).

En un principio contaba con tres acabados: L, C y CL. Más tarde llegaría el acabado CLX en sus 2 versiones y la serie limitada 127-52.
- L: Es el acabado de inicio a la gama con parachoques metálicos anodizados en negro con esquineras de plástico. Carecen de lunas coloreadas, luneta térmica, lavaparabrisas eléctrico, consola entre los asientos delanteros y reposacabezas. El volante, con forro de plástico, procede del anterior SEAT 127 LS. Los cinturones de seguridad son convencionales (no de inercia) y su instrumentación no incorpora cuentarrevoluciones. Solo disponible con la mecánica 903cc. Dentro de este acabado apareció la serie limitada 127-52.

- 127-52: Bajo el acabado L, tenía un nivel de equipamiento similar, con la diferencia que se le añadió al interior asientos de las versiones C y CL, pero sin cabeceros, mientras que el exterior solamente se desarrollaría con carrocerías de dos y tres puertas, disponible únicamente en 5 colores "blanco, rojo, verde, azul, y amarillo", su principal caracterice fue la incorporación de unas barras protectoras negras en los paragolpes que solo llevó esta edición y unas bandas adhesivas lineales con la inscripción 127-52 en los laterales, si era la variante 2 puertas la inscripción venía en el lateral trasero, mientras que si era la variante de 3 puertas la inscripción venía en el lateral delantero. Equipaba el motor de 1010 cc denominado 127 Especial. Esta serie limitada fue lanzada al final de la vida comercial del modelo y estaba destinada a disminuir el "stock" del antiguo modelo ante la inminente salida al mercado del nuevo 127-Fura.

- C:  Acabado con un equipamiento intermedio entre el L y CL. Aspecto exterior idéntico al de la versión CL, excepto por sus anagramas laterales específicos, y por carecer de la franja pintada en color plata en la parte superior de los parachoques. Incorpora el volante y la instrumentación de la versión básica o L, y al igual que esta, entre otros, carece de cinturones de seguridad de inercia y de bolso extraíble en la puerta del conductor. Únicamente estuvo disponible durante los 2 primeros años de producción del modelo. Estaba disponible con mecánica de 903 o 1010 cc.

- CL: Incorpora, entre otras características, y con respecto a la versión básica, nuevos parachoques confeccionados en materia plástica con una banda en color plata en la parte superior de estos, el anagrama "CL" en la terminación de las molduras laterales y de "SEAT 127 Especial" en la tapa del maletero en el caso de los equipados con el motor de 1010 cc, manetas exteriores íntegramente cromadas en las puertas, moldura protectora lateral de mayor grosor, lunas coloreadas, luneta térmica, lavaparabrisas eléctrico, luces de retroceso, intermitentes simultáneos de emergencia, asientos delanteros con reposacabezas, bolsa portaobjetos extraíble en la puerta de conductor, volante y palanca de cambios de nuevo diseño de materia sintética, cinturones retráctiles, una instrumentación más completa con cuentarrevoluciones y testigo de nivel del líquido de frenos. Tiene también una bandeja portaobjetos en el túnel de la palanca de cambios que iba íntegramente forrada en plástico, así como un guarnecido plástico en la parte interior de los pilares del parabrisas, ocultando la chapa.

- CLX "1010 cc". En 1978 aparece la serie limitada CLX. Este acabado solo disponía de un único tono verde metalizado para su carrocería, solamente en versión de tres puertas. Se distinguía por sus bandas adhesivas laterales en dos tonos de verde, tapicería específica en terciopelo también en color verde para los asientos y paneles de las puertas, el volante de la dirección del SEAT 1200 Sport y los anagramas distintivos de la versión en ambos laterales, además de disponer del equipamiento de la versión CL y ser ofrecido en exclusiva con el motor de 1010 cc.[4]

- CLX "903 cc". En 1981 apareció la segunda tirada del acabado CLX, esta vez disponible en dos colores de carrocería en tonos metalizados (aluminio y cobre), motorizado en exclusiva con la mecánica de 903 cc y baja compresión, al igual que la versión anterior únicamente disponible con la carrocería de tres puertas, añadía al equipamiento general de la versión CL con algunos diferencias estéticas (inspirado en su coetáneo el Fiat 127 Top), con unas molduras laterales de mayor grosor en un tono negro mate, dos finas bandas adhesivas que recorrían los laterales de la carrocería a la altura de la cintura, un canalizador de aire en la toma dinámica del capó, una "barandilla" para evitar la caída de los objetos depositados sobre el salpicadero, llantas con un diseño similar a las del SEAT Sport pero manteniendo las tradicionales 4 pulgadas de garganta del 127, parrilla y paragolpes totalmente negros, tapicería exclusiva en terciopelo marrón para sus asientos de diseño específico y paneles de puertas, asiento posterior abatible por secciones, un espejo retrovisor exterior de nuevo diseño, y lava-limpialuneta posterior. Lucía los logotipos CLX a ambos lados del capó y en el costado izquierdo del portón.

A las últimas unidades se les sustituyó el logo de la puerta, donde venía el acabado, por otro emblema en donde, además de poner el acabado, ponía la motorización que equipaba.

## Derivados

### SEAT 127 Samba

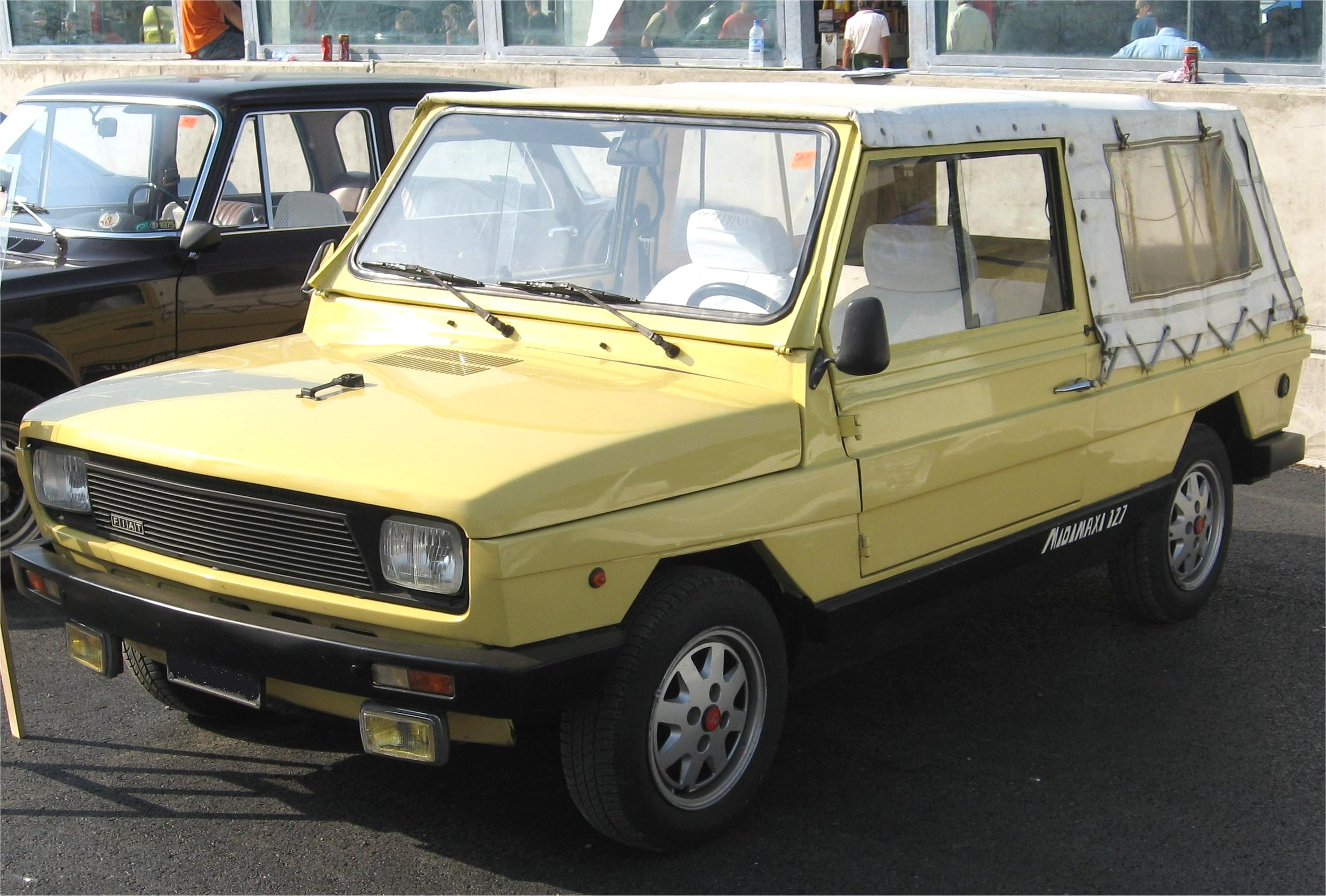
El SEAT 127 Samba está inspirado en el Fiat 127 Scout, también conocido como Fiat 127 Moretti Midi Maxi.

El SEAT 127 Samba era un descapotable que se ensamblaba bajo licencia en los talleres del carrocero catalán Emelba, situados en Arbucias, en la falda del Montseny. Era una reproducción local del Fiat 127 Scout creado por el carrocero italiano Rayton Fissore. Existían dos versiones, una totalmente descapotable y otra semirrígida que tuvieron muy buena aceptación. Se vendía como cuatro plazas, pero se podía hacer biplaza quitando la banqueta trasera.

### SEAT 127 Póker
La SEAT 127 Póker (también denominada Emelba 127 Póker) fue la primera furgoneta del carrocero español Emelba, presentada en 1980. Llevaba el motor del 127, el 903. Se vendió en versión cerrada, mixta y pick-up. La mixta tenía ventanillas traseras y asiento para dos o tres personas. Si se deseaba se podía desmontar. La versión pick-up tenía como opción una lona para cubrir el espacio de carga. Al principio la caja era totalmente cuadrada, después se suavizó un poco, sin perder nada de capacidad. En el techo tenía una trampilla similar a la intoducida por el Renault 4F, para albergar bultos altos.
Emelba, dentro del 127 Póker, realizó versiones especiales, como un curioso kit de autocaravana para su furgoneta. Era totalmente desmontable, con capacidad para dos personas y muy completo, con fregadero y cocina entre otros detalles. Todo esto se montaba en la caja de una furgoneta 127. El kit costaba 130.000 pesetas. También hizo versiones especiales sobre el 127 pick-up, como una interesante versión porta-motores con capacidad para ocho motores fuera borda y también otro curioso pick-up porta-tablas de surf, estos dos kits eran totalmente desmontables para recuperar el pick-up.

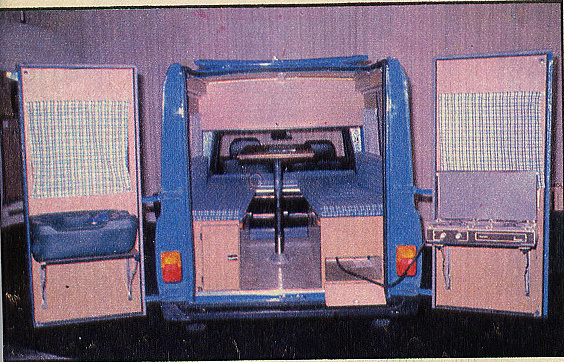
Interior de la caravana sobre base de la furgoneta SEAT 127 Póker Emelba.
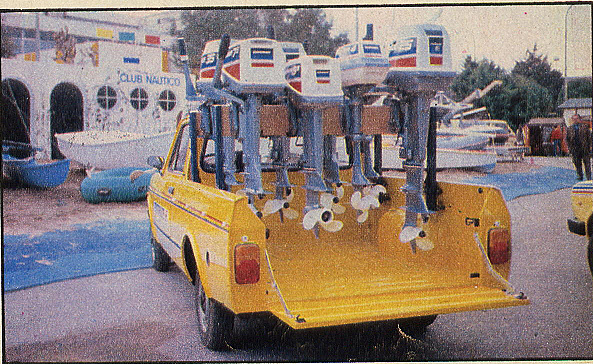
Una Emelba 127 Póker pick-up adaptada para el transporte de motores marinos.

### SEAT 127 Fura

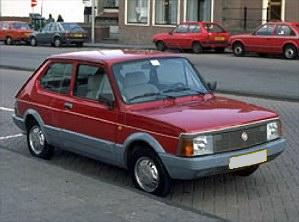
SEAT 127 Fura.

Sería la tercera serie del 127, ya que en un principio se le denominó SEAT 127 Fura, pero al poco tiempo, cuando se rompieron las relaciones con el Grupo Fiat, el modelo pasó a llamarse solamente Fura y ya fue considerado como un modelo distinto.
El diseño de la primera versión del SEAT 127 Fura estaba tomado del Fiat 127 coetáneo, que más tarde tuvo que ser modificado para diferenciarlo del mismo, pasando este modelo ya sin equivalente en la casa madre italiana. El que fuera el último y más evolucionado derivado del 127 que se construyó en la factoría de Barcelona pasó a denominarse SEAT Fura Dos. También apareció en 1983 una versión de enfoque más deportivo con una cilindrada de 1438 cc (usaba el mismo motor del SEAT 1430} y que se denominó SEAT Fura Crono. Esta versión, que debido a la escasez de unidades producidas estaba homologada como grupo B en su versión de serie, nunca resultó competitiva en rallyes por dicho motivo, pero SEAT organizó una copa monomarca en circuitos en la que se corrió con dicho modelo y que llevó su nombre, la Copa Fura.

### Preparaciones
- SEAT 127 Serra centralsa: Este modelo fue escaso pues se trataba de una preparación que estaba carrozado por Pedro Serra Vidal, pues era un modelo de encargo al cual se le realizaban modificaciones.

## Prototipos
- SEAT 127 Speedwell: Se trataba de un SEAT 127 elaborado por Speedwell. Equipaba llantas de esta prestigiosa marca, y presumiblemente, mejoras en su rendimiento mecánico.

- SEAT 127 DDauto: Se presentó en el salón de Barcelona con una apariencia más racing.

- SEAT 127 Coupé: Inicialmente, desde la empresa SEAT, se planteó fabricar un coupé sobre la base del SEAT 127, se hizo el prototipo en escayola a escala real, denominándolo como SEAT 127 Coupé, de este proyecto nacería el SEAT 1200 Sport y posteriormente el SEAT 1430 Sport utilizando de nombre la cilindrada del motor en vez de utilizar el nombre del modelo del que derivaba y conocidos popularmente ambos como SEAT Bocanegra.

- SEAT 127 Sport: Debido al éxito del modelo se quería sacar una edición especial superior al CLX como modelo de despedida, este se basaría en el CLX pero con algunos detalles del Fiat 127 Sport de segunda generación, se le añadió el espadín delantero, el alerón en techo, doble escape, pasos de rueda negros y unos vinilos en las aletas delanteras que ponía SEAT 127 Sport, montaba el motor 903 cc, solo fueron desarrolladas unidades pre series pero debido al inminente lanzamiento del "SEAT 127 fura" esta versión del modelo se descartó y no llegaría a la producción, aunque se utilizaría parte del proyecto para el desarrollo de la versión crono del 127 Fura.

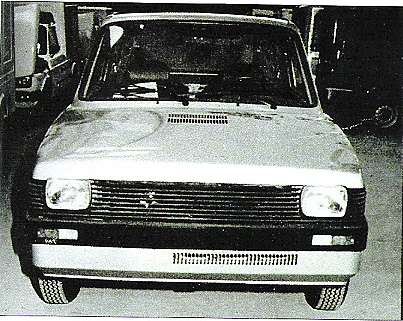
Emelba 127 Elba, vista frontal.

- SEAT 127 Elba: La empresa carrocera Emelba creó un prototipo basado en el 127, denominado SEAT 127 Elba (o Emelba 127 Elba), que fue presentado en el Salón Expomóvil de 1980. Se supone que era un prototipo único. Tenía diversas modificaciones, como un faldón, parachoques y calandra delanteros de nuevo diseño. En la parte trasera tenía un parachoques similar al delantero y pilotos tomados del SEAT 131 segunda serie. También iba equipado con techo solar y llantas de aleación ligera.

## SEAT 127 en competición
- SEAT 127 Gr. 1 Rallye Montecarlo 1978 (1.ª serie), 1979 (2.ªserie).
- SEAT 127 Gr. 2 Rallye Costa Brava de 1974 y 1980.

### Biografía
- SEAT Auto emoción, libro donde viene la historia de SEAT, Rossinyol Vilardell, Joan lunwerg editores, S.A.
- Ramón Roca, Nuestro SEAT, libro donde viene la historia de SEAT, Ediciones Benzina.